# Айрондейл (тауншип, Миннесота)
Айрондейл (англ. Irondale) — тауншип в округе Кроу-Уинг, Миннесота, США. На 2000 год его население составило 1113 человек.

## География
По данным Бюро переписи населения США площадь тауншипа составляет 80,5 км², из которых 72,1 км² занимает суша, а 8,4 км² — вода (10,45 %).

## Демография
По данным переписи населения 2000 года здесь находились 1113 человек, 430 домохозяйств и 310 семей. Плотность населения — 15,4 чел./км². На территории тауншипа расположено 542 постройки со средней плотностью 7,5 построек на один квадратный километр. Расовый состав населения: 98,56 % белых, 0,27 % афроамериканцев, 0,27 % коренных американцев, 0,18 % азиатов, 0,18 % — других рас США и 0,54 % приходится на две или более других рас. Испанцы или латиноамериканцы любой расы составляли 0,27 % от популяции тауншипа.
Из 430 домохозяйств в 32,3 % воспитывались дети до 18 лет, в 64,2 % проживали супружеские пары, в 4,4 % проживали незамужние женщины и в 27,9 % домохозяйств проживали несемейные люди. 23 % домохозяйств состояли из одного человека, при том 11,9 % из — одиноких пожилых людей старше 65 лет. Средний размер домохозяйства — 2,59, а семьи — 3,07 человека.
26,1 % населения — младше 18 лет, 6 % — в возрасте от 18 до 24 лет, 24,8 % — от 25 до 44, 27,2 % — от 45 до 64, и 15,8 % старше 65 лет. Средний возраст — 42 года. На каждые 100 женщин приходилось 103,1 мужчин. На каждые 100 женщин старше 18 приходилось 98,1 мужчин.
Средний годовой доход домохозяйства составлял 40 625 долларов, а средний годовой доход семьи —  46 477 долларов. Средний доход мужчин — 32 500  долларов, в то время как у женщин — 20 385. Доход на душу населения составил 17 968 долларов. За чертой бедности находились 1,7 % семей и 4 % всего населения тауншипа, из которых 5,9 % младше 18 и 2,3 % старше 65 лет.